# 페드루 비토르 페헤이라 다 시우바
페드루 비토르 페헤이라 다 시우바(포르투갈어: Pedro Vitor Ferreira da Silva, 1998년 3월 20일~)는 브라질의 축구 선수이다.

## 참고 문헌
- “KFA 통합경기정보 시스템”. 대한축구협회.
- “K리그 데이터 포털”. 한국프로축구연맹.
- “페드루 비토르 페헤이라 다 시우바”. 《트랜스퍼마크트》.
- “덴제우 노게이라 다마세누”. 《충북 청주 FC 프로선수단》. 충북청주프로축구단.